# Elecciones estatales de Campeche de 2018
Las Elecciones estatales de Campeche se realizaron el domingo 1 de julio de 2018, simultáneamente con las elecciones federales, y en ellas se renovaron los siguientes cargos de elección popular:
- 35 diputados del Congreso del Estado. De los cuales 21 son electos por mayoría relativa y 14 por representación proporcional.
- 11 ayuntamientos. Compuestos por un presidente municipal y sus regidores. Electos para un periodo de tres años, no reelegibles para el periodo siguiente.

## Alianzas y candidaturas

### Campeche Para Todos
|  | Partido Revolucionario Institucional - 15 diputados: Distritos 2, 3, 5, 6, 7, 8, 12, 13, 14, 15, 16, 18, 20 y 21 - 11 ayuntamientos: Campeche, Calkiní, Carmen, Champotón, Hecelchakán, Hopelchén, Tenabo, Palizada, Escárcega, Calakmul y Candelaria |
|  | Partido Verde Ecologista de México - 3 diputados: Distritos 1, 4 y 9 |
|  | Nueva Alianza - 3 diputados: Distritos 10, 17 y 19 |

El Partido Revolucionario Institucional, el Partido Verde Ecologista de México y el Partido Nueva Alianza acordaron presentarse en coalición total para las elecciones locales de Campeche. 
El 13 de enero de 2018 registraron la coalición ante el Instituto Electoral del Estado de Campeche bajo el nombre "Campeche para Todos", Acordaron que El partido Revolucionario Institucional designara los candidatos de los 11 Ayuntamientos y 15 candidatos a diputados locales, el Partido Verde y Nueva Alianza 3 diputados cada uno.

### Por Campeche al Frente
|  | Partido Acción Nacional - 16 diputados: Distritos 1, 2, 3, 4, 5, 6, 7, 8, 9, 10, 11, 12, 14, 16 y 19 - 9 ayuntamientos: Campeche, Carmen, Champotón, Hecelchakán, Hopelchén, Tenabo, Escárcega, Calakmul y Candelaria |
|  | Movimiento Ciudadano - 5 diputados: Distritos 13, 17, 18, 20 y 21 - 2 ayuntamientos: Calkiní y Palizada |

El Partido Acción Nacional y Movimiento Ciudadano confirmaron ir en coalición bajo el nombre "Por Campeche al Frente" ante la negativa del Partido de la Revolución Democrática de Integrarse. 
El 13 de enero de 2018 registraron la alianza total ante el IEEC acordando que el Partido Acción Nacional seleccionaría candidatos en 9 Ayuntamientos y 16 distritos, mientras que Movimiento Ciudadano en 2 Ayuntamientos y 5 Distritos.

### Juntos Haremos Historia
El partido Movimiento de Regeneración Nacional, Partido del Trabajo y el partido Encuentro Social acordaron presentarse en coalición bajo el nombre "Juntos Haremos Historia" para las elecciones locales.
El 13 de enero de 2018 registraron la alianza parcial ante el IEEC acordando que el partido Morena seleccionaría candidatos en 5 Ayuntamientos y 10 distritos, mientras que el PT y Encuentro Social en 3 Ayuntamientos y 5 Distritos cada uno.
Sin embargo, más tarde los partidos desistirían de participar en coalición.

## Elecciones

### Congreso del Estado de Campeche
|  | 29.42 % |

|  | 26.18 % |

|  | 21.03 % |

|  | 3.42 % |

|  | 2.88 % |

|  | 2.36 % |

|  | 2.23 % |

|  | 1.89 % |

|  | 1.70 % |

|  | 1.40 % |

|  | 0.97 % |

|  | 4.36 % |

|  | 100 % |

### Ayuntamientos
|  | 31.02 % |

|  | 27.34 % |

|  | 20.80 % |

|  | 3.53 % |

|  | 2.99 % |

|  | 2.27 % |

|  | 1.67 % |

|  | 1.45 % |

|  | 1.42 % |

|  | 0.91 % |

|  | 0.55 % |

#### Campeche
|  | 51.01 % |

|  | 25.66 % |

|  | 13.88 % |

|  | 2.39 % |

|  | 2.19 % |

|  | 0.81 % |

|  | 0.67 % |

|  | 3.34 % |

#### Calkiní
|  | 41.84 % |

|  | 24.29 % |

|  | 13.02 % |

|  | 11.43 % |

|  | 9.64 % |

|  | 1.09 % |

|  | 0.71 % |

|  | 0.51 % |

|  | 2.95 % |

#### Carmen
|  | 29.30 % |

|  | 29.14 % |

|  | 27.85 % |

|  | 4.39 % |

|  | 2.03 % |

|  | 1.23 % |

|  | 1.12 % |

|  | 0.77 % |

|  | 4.15 % |

#### Champotón
|  | 36.61 % |

|  | 31.38 % |

|  | 16.26 % |

|  | 4.64 % |

|  | 3.27 % |

|  | 1.66 % |

|  | 0.58 % |

|  | 5.57 % |

#### Hecelchakán
|  | 33.99 % |

|  | 31.01 % |

|  | 20.12 % |

|  | 9.65 % |

|  | 1.36 % |

|  | 0.40 % |

|  | 0.27 % |

|  | 3.19 % |

#### Hopelchén
|  | 51.37 % |

|  | 28.39 % |

|  | 9.67 % |

|  | 5.67 % |

|  | 0.82 % |

|  | 0.73 % |

|  | 0.21 % |

|  | 0.31 % |

#### Palizada
|  | 39.13 % |

|  | 27.68 % |

|  | 21.00 % |

|  | 9.22 % |

|  | 0.44 % |

|  | 0.24 % |

|  | 0.03 % |

|  | 2.21 % |